# IFA Premiership (2012/2013)
IFA Premiership 2012/2013 (ze względów sponsorskich zwana jako Danske Bank Premiership) – 112. edycja najwyższej klasy rozgrywkowej piłki nożnej w Irlandii Północnej.
Brało w nim udział 12 drużyn, które w okresie od 11 sierpnia 2012 do 27 kwietnia 2013 rozegrały 38 kolejek meczów.
Sezon zakończył baraż o miejsce w przyszłym sezonie w NIFL Premiership.
Obrońcą tytułu była drużyna Linfield. Mistrzostwo po raz czwarty w historii zdobyła drużyna Cliftonville.

## Format rozgrywek
W lidze udział bierze 12 drużyn, walczących o tytuł mistrza Irlandii Północnej w piłce nożnej.
Rozgrywki składają się z dwóch faz. Każda z drużyn rozgrywa w pierwszej fazie po 3 mecze ze wszystkimi przeciwnikami (razem 33 spotkań).
Następnie zespoły podzielone na 2 grupy po 6 uczestników zgodnie z kolejnością w tabeli po 33. kolejce rozgrywają ze sobą po 1 spotkaniu.
Mistrz kraju otrzymuje prawo gry w II rundzie kwalifikacyjnej Ligi Mistrzów UEFA.
Wicemistrz i 3. drużyna zapewniają sobie miejsce w I rundzie kwalifikacyjnej Ligi Europy UEFA.
Czwarte miejsce w pucharach przypada zdobywcy Pucharu Irlandii Północnej.
W przypadku, gdy mistrz kraju zdobywa także puchar, miejsce przejmuje finalista pucharu, a jeśli i on ma zapewniony udział czwarta drużyna ligi.
Ostatnia, 12. drużyna tabeli, spada bezpośrednio do NIFL Championship 1. Przedostatnia rozgrywa baraż z wicemistrzem NIFL Championship 1.

## Drużyny
| Uczestnicy poprzedniej edycji | Uczestnicy poprzedniej edycji | Uczestnicy poprzedniej edycji | Uczestnicy poprzedniej edycji |
| --- | ----------------------------- | ----------------------------- | ----------------------------- |
| LIN | Linfield F.C.                 | Belfast                       | 1                             |
| PDN | Portadown F.C.                | Portadown                     | 2                             |
| CLI | Cliftonville F.C.             | Belfast                       | 3                             |
| COL | Coleraine F.C.                | Coleraine                     | 4                             |
| CRS | Crusaders F.C.                | Belfast                       | 5                             |
| GLB | Glentoran F.C.                | Belfast                       | 6                             |
| BAL | Ballymena United F.C.         | Ballymena                     | 7                             |
| DOC | Donegal Celtic F.C.           | Belfast                       | 8                             |
| DSW | Dungannon Swifts F.C.         | Dungannon                     | 9                             |
| GLL | Glenavon F.C.                 | Lurgan                        | 10                            |
| po barażach |                               |                               |                               |
| LDI | Lisburn Distillery F.C.       | Lisburn                       | 11                            |
| Awans z IFA Championship 1 |                               |                               |                               |
| BAU | Ballinamallard United F.C.    | Ballinamallard                | 1                             |
| Oznaczenia: - kolumna pierwsza – skróty nazw drużyn, - kolumna trzecia – siedziba klubu, - kolumna czwarta – miejsce zajęte w poprzednim sezonie. |                               |                               |                               |

## Faza zasadnicza

### Tabela
| Lp. | Drużyna               | M  | Z  | R  | P  | B+ | B- | +/– | Pkt | Kwalifikacja      |
| --- | --------------------- | -- | -- | -- | -- | -- | -- | --- | --- | ----------------- |
| 1   | Cliftonville          | 33 | 25 | 4  | 4  | 85 | 31 | +54 | 79  | grupa mistrzowska |
| 2   | Crusaders             | 33 | 22 | 5  | 6  | 71 | 33 | +38 | 71  | grupa mistrzowska |
| 3   | Linfield              | 33 | 16 | 10 | 7  | 64 | 41 | +23 | 58  | grupa mistrzowska |
| 4   | Glentoran             | 33 | 14 | 10 | 9  | 57 | 39 | +18 | 52  | grupa mistrzowska |
| 5   | Coleraine             | 33 | 13 | 11 | 9  | 46 | 50 | −4  | 50  | grupa mistrzowska |
| 6   | Ballinamallard United | 33 | 14 | 6  | 13 | 45 | 37 | +8  | 48  | grupa mistrzowska |
| 7   | Portadown             | 33 | 12 | 9  | 12 | 47 | 46 | +1  | 45  | grupa spadkowa    |
| 8   | Ballymena United      | 33 | 8  | 13 | 12 | 41 | 62 | −21 | 37  | grupa spadkowa    |
| 9   | Dungannon Swifts      | 33 | 7  | 12 | 14 | 35 | 51 | −16 | 33  | grupa spadkowa    |
| 10  | Glenavon              | 33 | 8  | 6  | 19 | 48 | 56 | −8  | 30  | grupa spadkowa    |
| 11  | Donegal Celtic        | 33 | 4  | 9  | 20 | 26 | 70 | −44 | 21  | grupa spadkowa    |
| 12  | Lisburn Distillery    | 33 | 4  | 7  | 22 | 29 | 78 | −49 | 19  | grupa spadkowa    |

### Wyniki
| Gospodarz \ Gość      | BMD | BYM | CLI | COL | CRU | DGC | DUN | GLA | GLT | LIN | LIS | POR | BMD | BYM | CLI | COL | CRU | DGC | DUN | GLA | GLT | LIN | LIS | POR |
| --------------------- | --- | --- | --- | --- | --- | --- | --- | --- | --- | --- | --- | --- | --- | --- | --- | --- | --- | --- | --- | --- | --- | --- | --- | --- |
| Ballinamallard United |     | 0–0 | 1–3 | 1–0 | 0–2 | 0–0 | 2–2 | 2–1 | 1–4 | 1–3 | 2–0 | 2–0 |     |     | 0–1 |     | 1–3 |     | 4–0 | 3–1 |     | 0–0 |     | 0–1 |
| Ballymena United      | 1–1 |     | 0–8 | 0–2 | 2–1 | 3–3 | 1–1 | 2–1 | 1–1 | 2–0 | 2–0 | 1–2 | 3–0 |     |     | 0–1 |     | 2–2 |     |     | 0–0 |     | 3–3 |     |
| Cliftonville          | 0–1 | 2–1 |     | 3–1 | 1–0 | 3–1 | 4–1 | 2–1 | 1–1 | 3–0 | 4–0 | 3–2 |     | 5–0 |     | 5–0 |     | 2–1 | 2–0 |     | 4–1 |     | 4–0 |     |
| Coleraine             | 1–5 | 4–1 | 1–5 |     | 3–1 | 2–1 | 2–0 | 0–2 | 1–0 | 3–2 | 2–1 | 1–1 | 0–0 |     |     |     | 1–3 | 0–0 |     |     | 1–1 |     | 3–1 |     |
| Crusaders             | 2–1 | 0–0 | 3–1 | 1–1 |     | 2–0 | 2–1 | 5–1 | 2–0 | 2–2 | 3–1 | 2–0 |     | 5–1 | 3–0 |     |     |     | 1–1 |     |     | 3–0 |     | 1–0 |
| Donegal Celtic        | 0–3 | 1–0 | 0–1 | 1–3 | 2–5 |     | 1–1 | 1–1 | 2–1 | 0–3 | 0–3 | 1–1 | 1–0 |     |     |     | 0–3 |     |     | 1–0 |     | 1–4 | 0–3 |     |
| Dungannon Swifts      | 0–1 | 1–3 | 1–1 | 1–1 | 2–0 | 3–0 |     | 2–1 | 1–3 | 1–1 | 1–1 | 1–1 |     | 0–0 |     | 1–3 |     | 0–0 |     |     |     | 1–4 | 1–0 | 2–0 |
| Glenavon              | 0–1 | 4–1 | 0–2 | 1–1 | 1–0 | 4–2 | 0–1 |     | 1–1 | 2–3 | 4–1 | 2–2 |     | 7–0 | 1–3 | 1–1 | 2–3 |     | 3–1 |     |     | 0–3 |     |     |
| Glentoran             | 2–1 | 1–2 | 1–1 | 0–0 | 1–1 | 3–1 | 2–1 | 2–1 |     | 1–1 | 3–0 | 0–1 | 3–0 |     |     |     | 4–5 | 5–0 | 2–3 | 2–1 |     | 1–1 |     |     |
| Linfield              | 1–3 | 2–1 | 1–2 | 0–0 | 1–2 | 4–0 | 2–1 | 1–1 | 2–1 |     | 4–0 | 1–0 |     | 2–2 | 3–1 | 5–2 |     |     |     |     |     |     | 1–1 | 2–0 |
| Lisburn Distillery    | 0–5 | 0–4 | 1–2 | 1–1 | 1–3 | 3–3 | 2–1 | 0–1 | 0–2 | 1–1 |     | 0–5 | 0–2 |     |     |     | 0–2 |     |     | 2–1 | 0–3 |     |     | 1–1 |
| Portadown             | 2–1 | 2–2 | 3–3 | 3–4 | 1–0 | 1–0 | 1–1 | 2–0 | 2–4 | 2–4 | 4–2 |     |     | 0–0 | 1–3 | 2–0 |     | 1–0 |     | 3–1 | 0–1 |     |     |     |

1. ↑  Mecz 32. kolejki (16 mar) między Donegal Celtic a Lisburn Distillery został zweryfikowany jako walkower 0-3 dla Lisburn Distillery z powodu wystawienia przez Donegal Celtic zawieszonego gracza[5]. Wynik na boisku 2-1.

## Faza finałowa
| Section A |                        |    |    |    |    |    |    |     |    |                                              |     |     |     |     |     |     |     |     |     |     |     |     |     |
| 1         | Cliftonville (M)       | 38 | 29 | 4  | 5  | 95 | 38 | +57 | 91 | Liga Mistrzów UEFA • II runda kwalifikacyjna |     |     | 3–1 | 3–2 |     | 2–1 |     |     |     |     |     |     |     |
| 2         | Crusaders              | 38 | 26 | 5  | 7  | 82 | 41 | +41 | 83 | Liga Europy UEFA • I runda kwalifikacyjna    |     |     |     |     | 3–2 | 3–1 | 2–1 |     |     |     |     |     |     |
| 3         | Linfield               | 38 | 17 | 11 | 10 | 69 | 48 | +21 | 62 | Liga Europy UEFA • I runda kwalifikacyjna    |     |     | 1–2 |     | 1–0 | 0–1 |     |     |     |     |     |     |     |
| 4         | Glentoran (P)          | 38 | 15 | 12 | 11 | 63 | 44 | +19 | 57 | Liga Europy UEFA • I runda kwalifikacyjna    |     | 3–0 |     |     |     |     | 1–1 |     |     |     |     |     |     |
| 5         | Ballinamallard United  | 38 | 15 | 8  | 15 | 49 | 43 | +6  | 53 |                                              |     |     |     |     | 0–0 |     | 1–1 |     |     |     |     |     |     |
| 6         | Coleraine              | 38 | 13 | 14 | 11 | 50 | 57 | −7  | 53 |                                              | 0–2 |     | 1–1 |     |     |     |     |     |     |     |     |     |     |
| Section B |                        |    |    |    |    |    |    |     |    |                                              |     |     |     |     |     |     |     |     |     |     |     |     |     |
| 7         | Portadown              | 38 | 15 | 10 | 13 | 55 | 55 | 0   | 55 |                                              |     |     |     |     |     |     |     |     |     |     | 1–1 |     | 1–0 |
| 8         | Ballymena United       | 38 | 11 | 13 | 14 | 54 | 68 | −14 | 46 |                                              |     |     |     |     |     |     | 6–1 |     | 0–2 | 1–2 |     |     |     |
| 9         | Glenavon               | 38 | 12 | 6  | 20 | 64 | 62 | +2  | 42 |                                              |     |     |     |     |     |     | 1–3 |     |     |     | 3–1 | 7–0 |     |
| 10        | Dungannon Swifts       | 38 | 9  | 13 | 16 | 42 | 58 | −16 | 40 |                                              |     |     |     |     |     |     |     |     | 2–3 |     |     |     |     |
| 11        | Donegal Celtic (B, S)  | 38 | 6  | 9  | 23 | 32 | 80 | −48 | 27 | Baraż o NIFL Premiership                     |     |     |     |     |     |     |     | 1–2 | 1–4 |     | 2–1 |     |     |
| 12        | Lisburn Distillery (S) | 38 | 4  | 7  | 27 | 29 | 90 | −61 | 19 | Spadek do NIFL Championship 1                |     |     |     |     |     |     |     |     | 0–2 |     | 0–1 | 0–1 |     |

## Baraż o NIFL Premiership
Warrenpoint Town wygrał dzięki bramkom na wyjeździe dwumecz z Donegal Celtic o miejsce w NIFL Premiership na sezon 2013/2014.
| 7 maja 2013 | Warrenpoint Town  | 1:0   | Donegal Celtic |                                            |
| 20:15       | Daniel Hughes 77' | (0:0) |                | Milltown, Warrenpoint Sędzia: Mervyn Smyth |

| 10 maja 2013 | Donegal Celtic                        | 2:1   | Warrenpoint Town   |                                                           |
| 20:45        | Paul McVeigh 44' · Mark Miskimmin 83' | (1:0) | 74' Stephen McCabe | Donegal Celtic Park, Belfast Sędzia: Raymond Hetherington |

## Najlepsi strzelcy
| Bramki | Strzelcy          | Drużyna               |
| ------ | ----------------- | --------------------- |
| 29     | Liam Boyce        | Cliftonville          |
| 19     | Andrew Waterworth | Glentoran             |
| 18     | Darren Murray     | Portadown             |
| 17     | Curtis Allen      | Coleraine             |
| 17     | Joe Gormley       | Cliftonville          |
| 17     | Jordan Owens      | Crusaders             |
| 14     | Timmy Adamson     | Crusaders             |
| 12     | Gary McCutcheon   | Crusaders             |
| 11     | Guy Bates         | Glenavon              |
| 11     | David Cushley     | Ballymena United      |
| 11     | Jason McCartney   | Ballinamallard United |
| 11     | Brian McCaul      | Linfield              |

Źródło: 

## Stadiony
| Ballinamallard United |
| --------------------- |
| Ferney Park           |
|                       |

| Ballymena United |
| ---------------- |
| The Showgrounds  |
|                  |

| Cliftonville |
| ------------ |
| Solitude     |
|              |

| Coleraine       |
| --------------- |
| The Showgrounds |
|                 |

| Crusaders |
| --------- |
| Seaview   |
|           |

| Donegal Celtic      |
| ------------------- |
| Donegal Celtic Park |
|                     |

| Dungannon Swifts |
| ---------------- |
| Stangmore Park   |
|                  |

| Glenavon        |
| --------------- |
| Mourneview Park |
|                 |

| Glentoran |
| --------- |
| The Oval  |
|           |

| Linfield     |
| ------------ |
| Windsor Park |
|              |

| Lisburn Distillery    |
| --------------------- |
| New Grosvenor Stadium |
|                       |

| Portadown     |
| ------------- |
| Shamrock Park |
|               |

Źródło: 